# Arapaçu-de-cerrado
Trepa-troncos-de-bico-estreito ou arapaçu-de-cerrado (Lepidocolaptes angustirostris) é uma espécie de ave da subfamília Dendrocolaptinae nativa da América do Sul.
Pode ser encontrada na Argentina, Bolívia, Brasil, Paraguai, Suriname e Uruguai.
Os seus habitats naturais são florestas secas tropicais ou subtropicais e savanas áridas.

## Taxonomia e sistemáticas
O arapaçu-de-cerrado possui oito subespécies:
- L. a. griseiceps Mees, 1974
- L. a. coronatus (Lesson, RP, 1830)
- L. a. bahiae (Hellmayr, 1903)
- L. a. bivittatus (Lichtenstein, MHC, 1822)
- L. a. hellmayri Naumburg, 1925
- L. a. certhiolus (Todd, 1913)
- L. a. angustirostris (Vieillot, 1818)
- L. a. praedatus (Cherrie, 1916)

Várias outras subespécies também foram propostas como separação das já existentes. Todas as subespécies que se juntam intergrade, a ponto de alguns autores defenderem tratar as espécies como monotípicas.